# CONMEBOL

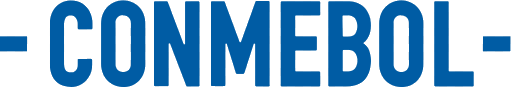
Logo CONMEBOL

Kaart van de verschillende voetbalbonden, lidstaten van de CONMEBOL zijn weergegeven in groen

Confederación Sudamericana de Fútbol (CONMEBOL, afgeleid uit: CONfederación SudaMEricana de FútBOL) is de voetbalbond van Zuid-Amerika, overeenkomstig met de UEFA in Europa. De bond is gehuisvest in Luque, Paraguay en gesticht in 1916. Het is daarmee de oudste continentale voetbalbond ter wereld, een heel stuk ouder dan de UEFA die pas in 1954 opgericht werd.

## Leden
Lid zijn de nationale voetbalbonden van tien landen van het vasteland. Guyana, Frans-Guyana en Suriname zijn lid van het Noord-Amerikaanse CONCACAF, evenals de landen in Midden-Amerika.
- Argentinië
- Bolivia
- Brazilië
- Chili
- Colombia
- Ecuador
- Paraguay
- Peru
- Uruguay
- Venezuela

## Toernooien
De CONMEBOL organiseert onder meer:
- CONMEBOL Libertadores* (overeenkomend met de UEFA Champions League)
- CONMEBOL Sudamericana (overeenkomend met de UEFA Europa League)
- CONMEBOL Recopa (overeenkomend met de UEFA Super Cup)
- CONMEBOL Libertadores Femenina (overeenkomend met de UEFA Women's Champions League)
- CONMEBOL Copa América voor mannenlandenteams, sinds 1916 (overeenkomend met het UEFA Europees kampioenschap voetbal voor mannen).
- CONMEBOL Copa América Femino voor vrouwenlandenteams (overeenkomend met het UEFA Europees kampioenschap voetbal voor vrouwen)

*: Tot 2016 werden er regelmatig Mexicaanse clubs (onderdeel van de Concacaf) uitgenodigd om deel te nemen aan de CONMEBOL Libertadores.

## WK-prestaties
Legenda
- 1e - Wereldkampioen
- 2e - Vice-wereldkampioen
- 3e - Derde plaats
- 4e - Vierde plaats
- 1/4 - Kwartfinale
- 1/8 - Achtste Finale (sinds 1986)
- 2R - Tweede ronde (voor de WK's van 1974, 1978, 1982 waar er twee groepsfases waren)
- GF - Groepsfase (voor de WK's van  1950, 1974, 1978, 1982 waar er twee groepsfases waren refereert dit naar de eerste fase)
- 1R - Eerst ronde (voor de WK's van 1934 en 1938)
- Q - Gekwalificeerd voor het volgende WK
- • - Niet gekwalificeerd
- - Niet meegedaan / teruggetrokken / uitgesloten
- - Gastland

| Team       | 1930 | 1934 | 1938 | 1950 | 1954 | 1958 | 1962 | 1966 | 1970 | 1974 | 1978 | 1982 | 1986 | 1990 | 1994 | 1998 | 2002 | 2006 | 2010 | 2014 | 2018 | 2022 | Totaal |
| ---------- | ---- | ---- | ---- | ---- | ---- | ---- | ---- | ---- | ---- | ---- | ---- | ---- | ---- | ---- | ---- | ---- | ---- | ---- | ---- | ---- | ---- | ---- | ------ |
| Brazilië   | GF   | 1R   | 3de  | 2de  | 1/4  | 1ste | 1ste | GF   | 1ste | 4de  | 3de  | 2R   | 1/4  | 1/8  | 1ste | 2de  | 1ste | 1/4  | 1/4  | 4de  | 1/4  | 1/4  | 22     |
| Argentinië | 2de  | 1R   |      |      |      | GF   | GF   | 1/4  | •    | 2R   | 1ste | 2R   | 1ste | 2de  | 1/8  | 1/4  | GF   | 1/4  | 1/4  | 2de  | 1/8  | 1ste | 18     |
| Uruguay    | 1ste |      |      | 1ste | 4de  | •    | GF   | 1/4  | 4de  | GF   | •    | •    | 1/8  | 1/8  | •    | •    | GF   | •    | 4de  | 1/8  | 1/4  | GF   | 14     |
| Chili      | GF   |      |      | GF   | •    | •    | 3de  | GF   | •    | GF   | •    | GF   | •    | •    |      | 1/8  | •    | •    | 1/8  | 1/8  | •    |      | 9      |
| Paraguay   | GF   |      |      | GF   | •    | GF   | •    | •    | •    | •    | •    | •    | 1/8  | •    | •    | 1/8  | 1/8  | GF   | 1/4  | •    | •    |      | 8      |
| Colombia   |      |      |      |      |      | •    | GF   | •    | •    | •    | •    | •    | •    | 1/8  | GF   | GF   | •    | •    | •    | 1/4  | 1/8  |      | 6      |
| Peru       | GF   |      |      |      |      | •    | •    | •    | 1/4  | •    | 2R   | GF   | •    | •    | •    | •    | •    | •    | •    | •    | GF   |      | 5      |
| Ecuador    |      |      |      |      |      |      | •    | •    | •    | •    | •    | •    | •    | •    | •    | •    | GF   | 1/8  | •    | GF   | •    | GF   | 4      |
| Bolivia    | GF   |      |      | GF   |      | •    | •    | •    | •    | •    | •    | •    | •    | •    | GF   | •    | •    | •    | •    | •    | •    |      | 3      |
| Total      | 7    | 2    | 1    | 5    | 2    | 3    | 5    | 4    | 3    | 4    | 3    | 4    | 4    | 4    | 4    | 5    | 5    | 4    | 5    | 6    | 5    | 4    | 89     |